# Ana Mercedes Hoyos
Pour les articles homonymes, voir Hoyos.
Ana Mercedes Hoyos née le 29 septembre 1942 et morte le 5 septembre 2014 est une peintre, sculptrice et pionnière de l'art moderne en Colombie. Elle commence sa carrière dans un style Pop Art, puis elle s'oriente vers l'art abstrait. Ses œuvres ultérieures se concentrent sur l'héritage afro-colombien et métis.

## Formation et jeunesse
Ana Mercedes Hoyos Mejía est née le 29 septembre 1942 à Bogotá, en Colombie, fille d'Ester Mejía Gutiérrez et de Manuel José Hoyos Toro . Son père est ingénieur en architecture. Il encourage sa fille à étudier l'histoire de l'art. Pendant sa scolarité primaire et secondaire au Colegio Marymount de Bogotá, elle apprend la peinture avec Luciano Jaramillo. Elle voyage en Europe, au Mexique et aux États-Unis pour découvrir l'art dans d'autres cultures. Elle étudie les arts visuels à l'Université des Andes avec Luciano Jaramillo, ainsi que Juan Antonio Roda (es), Marta Traba et Armando Villegas, bien qu'elle n'ait pas terminé ses études. En 1967, elle  épouse Jacques Mosseri Hané, un architecte. Ils  passent un mois à New York, explorant des expositions de Pop Art, avant de rentrer chez eux à Bogotá. Leur fille Ana est née en 1969.
De 1961 à 1965, Ana Mercedes Hoyos enseigne à l'Université des Andes. À partir de 1966, elle expose régulièrement. Elle remporte le deuxième prix à la Biennale de la jeune peinture au Musée d'art contemporain de Bogota (es). L'année suivante, elle remporte la première place de l'exposition Espacios ambientales du Musée d'art moderne de Bogotá.

## Carrière artistique
Dans la dernière partie des années 1960, elle produit des œuvres Pop Art. Dans les années 1970, elle travaille dans un style minimaliste produisant des œuvres abstraites. Elle crée la série, Ventanas (fenêtre), considérée comme son œuvre la plus importante. Il s'agit de petits formats carrés, qui encadre un paysage abstrait. La fenêtre fige le paysage dans le temps. Le cadre représente la séparation de la réalité entre l'intérieur et l'extérieur. Dans ses œuvres ultérieures de cette série, l'image encadrée devient plus obscure et il est impossible de déterminer si l'on regarde à l'intérieur ou à l'extérieur.
Au milieu des années 1970, la série Atmósferas (Atmosphères) de Ana Mercedes Hoyos traverse la fenêtre et les images explorent l'étendue illimitée de la lumière, abandonnant complètement le cadre. Elle peint des couches alternées de différentes couleurs, chacune étant recouverte d'une couche blanche.
Ensuite Ana Mercedes Hoyos produit une série d'œuvres florales et fruitières, dans lesquelles elle dépouille la plupart des pétales et se concentre sur le capitule des tournesols. En utilisant uniquement les formes circulaires pour explorer la sensualité de l'abondance de la terre, elle supprime les références spatiales pour se concentrer sur la fleur elle-même. À partir de ces images, elle produit une série de natures mortes revenant à un cadre photographique en forme de fenêtre. Utilisant des fruits typiques de ceux trouvés sur les plages de Carthagène, sa forme devient oblongue, comme si le fruit était lui-même un paysage. Entre 1984 et 1987, ses natures mortes deviennent une exploration de l'histoire de l'art, rendant hommage aux maîtres de la peinture comme Caravage, Cézanne, Jawlensky, Lichtenstein, Van Gogh, Zurbarán. Elle inscrit sa propre vision de monde, l'expérience mythique et ethnique dans la tradition européenne.
À travers ses natures mortes, Ana Mercedes Hoyos intègre dans sa pratique l'héritage afro-colombien. Elle mène des recherches sur l'esclavage et son corollaire l'idée de liberté, pour comprendre comment ces événements historiques ont façonné et changé la Colombie. Elle commence à documenter à travers des photographies et des entretiens oraux l'histoire de San Basilio de Palenque, en recueillant des témoignages de gens ordinaires, leurs connaissances des plantes, leurs légendes, leurs jeux et leurs traditions culturelles. Cette exploration du passé de la Colombie l'amène à produire la série d'ouvrages sur la communauté afro-colombienne. Elle utilise une lumière saturée. Les détails imprégnés d'images et de couleurs tropicales pour représenter les populations et la végétation côtières des Caraïbes.
De novembre 2004 à mars 2005, une rétrospective itinérante du travail de Ana Mercedes Hoyos est présentée au Mexique, puis en Colombie. L'exposition comprend des œuvres sur une période de 36 ans. Son œuvre est le reflet à la fois les mouvements artistiques de son époque, ainsi que sa recherche picturale sur l'histoire de l'Amérique latine à travers les traditions multiculturelles des métis et des Afro-Latinos.
En février 2014, une exposition, Tres D (3-D), est organisée à la galerie Nueveochenta avec des œuvres sculpturales rarement vues de Ana Mercedes Hoyos. Peu de temps avant sa mort, en juillet 2014, Ana Mercedes Hoyos prend des dispositions pour que sa collection d'artefacts liés aux palenqueros soit donnée à l'Université des Nations Unies à Tokyo, une plus petite partie allant au Musée national d'histoire et de culture afro-américaines, qui abrite la collection d'histoire afro-américaine du Smithsonian.

## Rétrospectives
- Pinturas y Dibujos, Musée d'art moderne, Bogotá, 1976
- Ana Mercedes Hoyos – Un decenio 1970-1980, Centre colombo-américain, Bogotá, 1981
- Dibujos y Serigrafías, Casa de la Cultura de México, Bogotá, 1994
- Nuevas Pinturas, Yokohama Museum of Art, Japon
- Ana Mercedes Hoyos dans les collections mexicaines, Museo José Luis Cuevas, México, 1998
- Retrospective, Museo de Conalcuta, México, 2004
- Tres D, Exposition retrospective, Galería Nueve Ochenta, Bogotá, 2014[20]

## Prix
Ana Mercedes Hoyos a reçu plus de dix-sept prix nationaux et internationaux en reconnaissance de son travail.
- Deuxième prix, Biennale de la jeune peinture, Musée d'Art Contemporain, Bogotá, 1967
- Premier prix, Exposition Espacios ambientales, Musée d'art moderne, Bogotá, 1968
- Premier prix de la ville de Caracas. XX Salón de Artistes , 1971
- Premier prix pan-américain, Premier salon des artistes, Université Jorge Tadeo Lozano, 1972
- Premier prix, XXVI salon national des arts visuels, 1974
- Premier prix, VI Concours Xerox, 1975
- Mention spécial, Artistes femmes, New Delhi, Inde, 1975
- Premier prix, XXVII salon national des arts visuels, 1978
- Honoris Causa en Art plastique, Université d'Antioquia, 2000